# Rectiplanes delicatus
Rectiplanes delicatus é uma espécie de gastrópode do gênero Rectiplanes, pertencente à família Turridae.